# Bojničky
Bojničky (em húngaro: Bajmócska) é um município da Eslováquia, situado no distrito de Hlohovec, na região de Trnava. Tem 9,27 km² de área e sua população em 2018 foi estimada em 1.423 habitantes.

## Demografia
| Ano:        | 1994 | 2004   | 2014   | 2024   |
| ----------- | ---- | ------ | ------ | ------ |
| Broj ljudi: | 1202 | 1291   | 1369   | 1421   |
| Razlika:    |      | +7,40% | +6,04% | +3,79% |

| Ano:               | 2023 | 2024   |
| ------------------ | ---- | ------ |
| Número de pessoas: | 1431 | 1421   |
| Diferença:         |      | -0,69% |